# Mecklenburger Rippenbraten

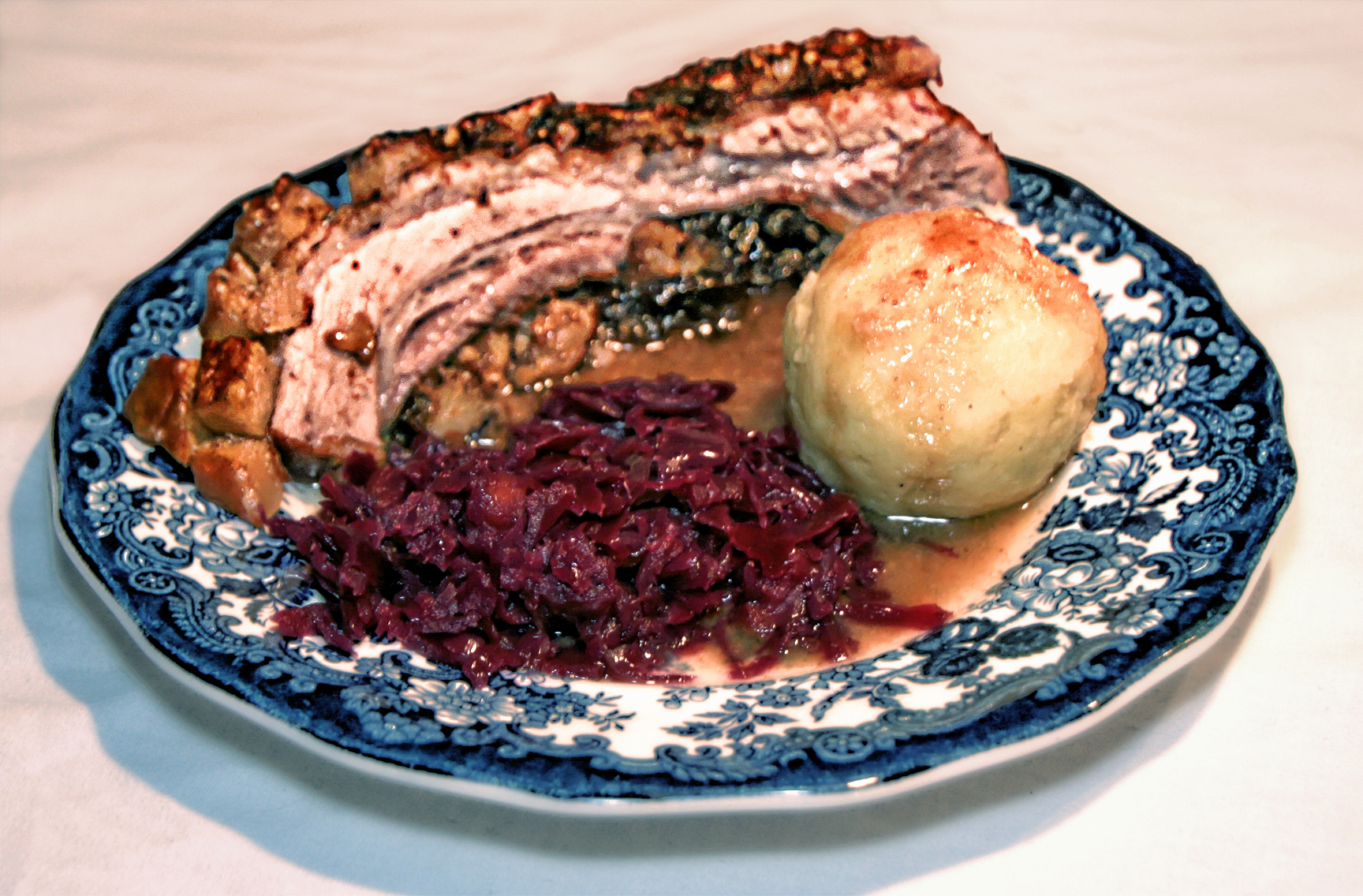
Mecklenburger Rippenbraten, hier mit Kloß und Rotkohl

Der Mecklenburger Rippenbraten, eher selten auch Pommerscher Rippenbraten, ist eine regionale Spezialität aus Mecklenburg beziehungsweise dem heutigen Mecklenburg-Vorpommern. Das traditionelle Bratengericht aus Schweinebauch mit einer Füllung aus heimischem Obst ist in den vornehmlich bäuerlich geprägten Regionen Mecklenburgs bekannt, aber auch in anderen Regionen Norddeutschlands anzutreffen.

## Geschichte
Eine Zubereitung fand früher meist in den Wintermonaten statt, wobei Schweinerippe mit Pflaumenfüllung zu den winterlichen Festessen zählte. Bis Ende des 18. Jahrhunderts gehörten Schweine zu den Hauptnahrungsmitteln der Landbevölkerung; der Verzehr lag damals bei rund 100 Kilogramm Fleisch pro Kopf und Jahr. Einhergehend mit dem Bevölkerungswachstum änderte sich dies im 19. Jahrhundert drastisch und der Fleischverzehr sank erheblich. Vor allem die Landbevölkerung verfiel in Armut. Insbesondere galt dies für Mecklenburg, wo die Leibeigenschaft bis 1816 andauerte, während sie in Schleswig-Holstein bereits knapp 100 Jahre früher geendet hatte. Gegessen werden konnte immer nur das, was Acker, Stall und Scheune hergaben. Im November wurden meistens die Schweine geschlachtet, da es in der langen Winterzeit nicht genügend Futter für sie gab. So entstand oft ein Überangebot an Schweinebauch, der teils mit einer Obstfüllung aufgewertet und als „Rippenbraten“ zubereitet wurde.
Das leicht süßliche Schweinefleisch harmonierte geschmacklich mit dem säuerlichen Obst; die Geschmacksrichtung entsprach der in Mecklenburg – und in Schleswig-Holstein – beliebten Broken sööt (Gebrochene Süße).

## Zubereitung
Für den Rippenbraten wird Rippenfleisch (Schweinebauch mit Deckfleisch der Rippen, jedoch ohne Knochen) verwendet; traditionell mit Schwarte, die vorm Braten eingekerbt wird. In das Fleischstück wird eine Tasche für die Füllung eingeschnitten. Als Obstfüllung dienten früher je nach Verfügbarkeit eingelagerte Äpfel und/oder Backobst.
Frieda Ritzerow nennt in ihrem historischen Kochbuch von 1868 neben Rippenfleisch als wichtigste Zutaten für die Füllung Boskoop-Äpfel, Backpflaumen, Zimt, braunen Rum und Zwieback. Als Beilage werden Kartoffeln oder Klöße und Rotkohl empfohlen.